# Gruppo μ

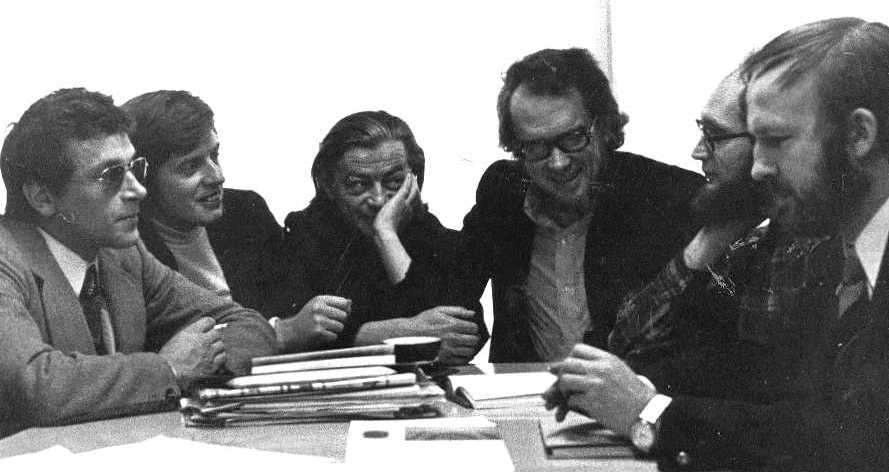
Il Gruppo µ nel 1970: F. Pire, J.-M. Klinkenberg, H. Trinon, J. Dubois, F. Édeline e P. Minguet.

Il Groupe μ (in italiano Gruppo μ) o Gruppo di Liegi è una compagine interdisciplinare di studiosi di varia provenienza disciplinare (linguisti, ingegneri, esperti di musica e di cinema, letterati) formata nella università di Liegi durante gli anni sessanta. Il Gruppo firma la sua opera di retorica, di poetica e di semiotica con un nome collettivo, alla maniera dell'Associazione Bourbaki in matematica. 
Oltre agli attuali membri (Francis Édeline e Jean-Marie Klinkenberg), il Gruppo ha avuto come membri Jacques Dubois, Francis Pire, Philippe Minguet e Hadelin Trinon.

## Storia
Il Gruppo si è fatto presto conoscere a livello internazionale per l'elaborazione di un modello di retorica destinato a diventare un classico delle scienze umane, Rhétorique générale (in italiano Retorica generale, 1970), che si è imposto come uno dei testi base per la discussione critica dei fenomeni poetici e dei linguaggi della comunicazioni di massa: ritradotto in termini contemporanei, l'apparato concettuale e generativo della retorica, sia che si esprima a parole o che si usino disegni o fotografie, viene promosso al rango di strumento efficace per descrivere gli usi linguistici al loro livello più complesso.
Successivamente il Gruppo μ si è specializzato in ricerche interdisciplinari a metà tra l'estetica, la teoria della comunicazione linguistica e visuale e la semiotica. 
Con Retorica della poesia propone un metodo d'indagine sulla specificità poetica per mettere in luce il processo di strutturazione delle forme del contenuto in letteratura. Partendo da una sistematica della lettura in cui vengono ripresi ed ampliati i concetti di figura e di isotopia, essi giungono a delineare, attraverso un approccio semantico al testo poetico, un modello triadico (cosmos, anthropos, logos) a cui si riconduce ogni effetto di totalità della poesia. Viene anche affrontato il rapporto che l'esperienza poetica instaura con la temporalità e con l'ideologia.
Il suo Trattato del segno visivo, grammatica universale della comunicazione visiva, è uno dei più importanti contributi teorici e applicativi sull'ipotesi di una retorica visiva, avanzata da Roland Barthes negli anni sessanta e sulle strategie dell'argomentazione visiva. 
Il gruppo lavora attualmente in semiotica cognitiva.